# Systasis viridis
Systasis viridis är en stekelart som först beskrevs av Girault 1916.  Systasis viridis ingår i släktet Systasis och familjen puppglanssteklar. Inga underarter finns listade i Catalogue of Life.